# Agrotis uniformis
Agrotis uniformis är en fjärilsart som beskrevs av Emilio Berio 1936. Agrotis uniformis ingår i släktet Agrotis och familjen nattflyn. Inga underarter finns listade i Catalogue of Life.